# Perrine Bridge
Die Perrine Bridge, offiziell I.B. Perrine Bridge, ist eine Straßenbrücke über den Canyon des Snake River, nördlich der Stadt Twin Falls im Süden des Bundesstaates Idaho der USA. Sie führt vier Fahrstreifen des U.S. Highway 93, der fünf Kilometer nördlich Anschluss an die Interstate 84 bietet. Betreiber ist das Idaho Transportation Department (ITD), das durchschnittliche Verkehrsaufkommen lag 2016 bei rund 32.000 Fahrzeugen täglich.
Eine Straßenbrücke über den bis zu 150 Meter tiefen Canyon wurde hier erstmals 1927 mit der Twin Falls–Jerome Bridge errichtet. Das ITD ersetzte die zweispurige Gerberträger-Fachwerkbrücke zwischen 1973 und 1976 durch die heutige vierspurige Fachwerk-Bogenbrücke. Benannt ist sie nach dem Unternehmer Ira Burton Perrine, der ab 1884 im Canyon eine Farm betrieb und treibende Kraft bei der landwirtschaftlichen Erschließung der Snake River Plain im Magic Valley war. Durch den Bau des Milner Dam am Snake River und einer Vielzahl von Kanälen Anfang des 20. Jahrhunderts wurde die großflächige Bewässerung der Ebene möglich, was maßgeblich zur Entwicklung der Städte Twin Falls und Jerome beitrug. Ende der 1980er Jahre nutzten erstmals Militärangehörige der Hill Air Force Base die Brücke zum Bungeespringen und Base-Jumping. Da die Brücke bis heute der einzige Ort in den USA ist, von dem ganzjährig Objektsprünge ohne Genehmigung erlaubt sind, entwickelte sich die Perrine Bridge zu einem beliebten Base-Jumping-Spot, jährlich finden etwa 5000 Sprünge statt.

## Geschichte

### Flussquerungen im Snake River Canyon ab 1884

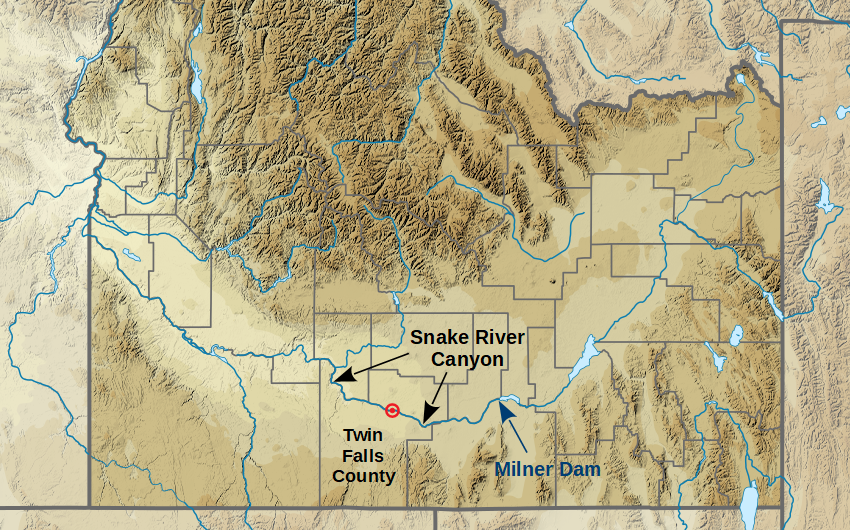
Der Snake River Canyon im Süden von Idaho, Lage der Shoshone Falls (6 km flussabwärts lag die Blue Lakes Ranch)

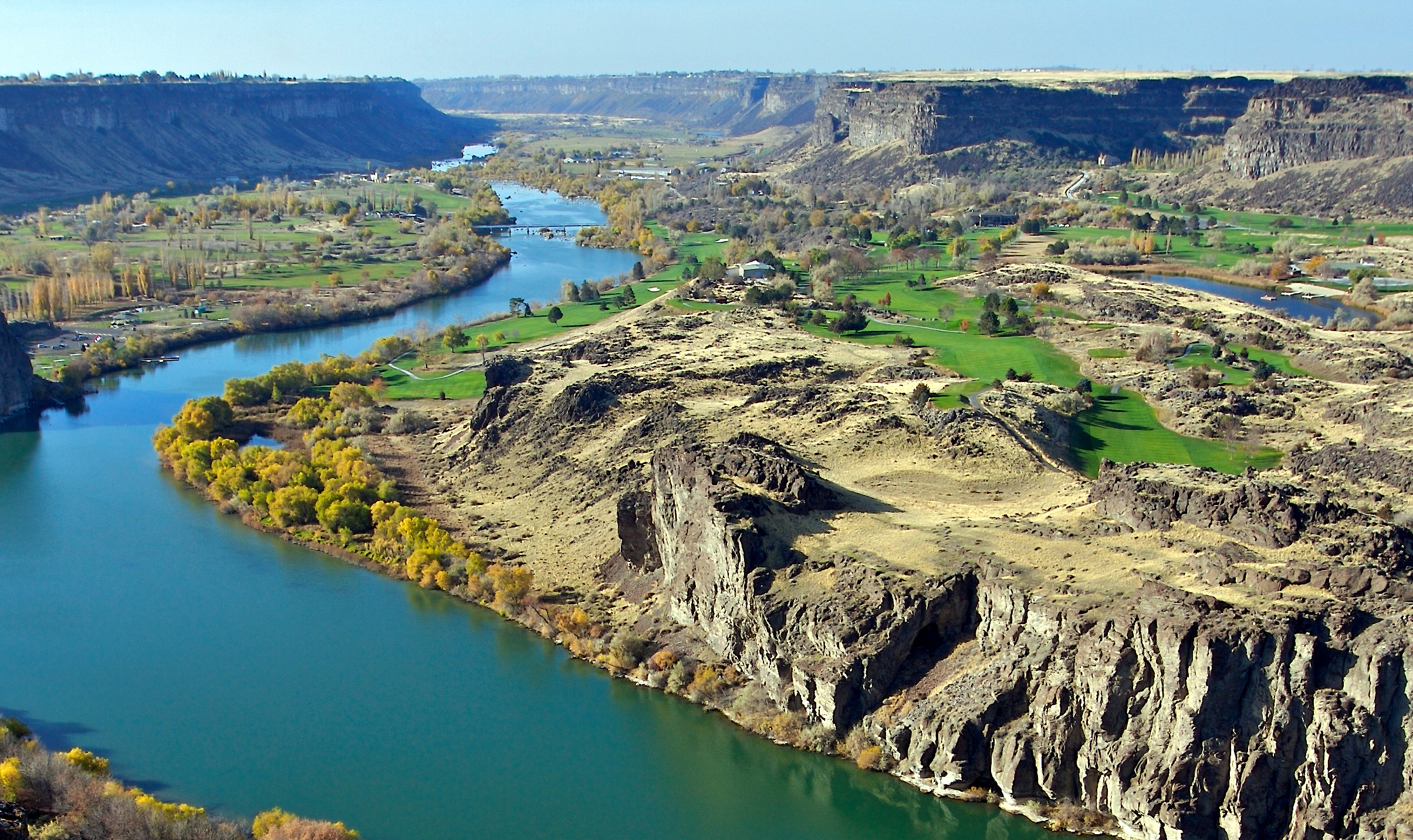
Areal der Blue Lakes Ranch von der heutigen Perrine Bridge aus gesehen (2007, heute ein Golfplatz)

Der Snake River fließt im Süden von Idaho von Ost nach West durch die Snake River Plain. Die Bonneville-Flut während der letzten Eiszeit vor etwa 14.500 Jahren formte an der Nordgrenze des Twin Falls County auf etwa 100 Kilometer Länge den bis zu 150 Meter tiefen Snake River Canyon. Erste europäische Siedler kamen in der zweiten Hälfte des 19. Jahrhunderts in die Snake River Plain. Im Canyon des Snake wurde vereinzelt nach Gold geschürft oder an breiteren Stellen Landwirtschaft betrieben. Charles Walgamott begann Ende der 1870er Jahre mit der touristischen Erschließung der Shoshone Falls, baute hier ein Hotel und betrieb ab 1884 oberhalb der Wasserfälle eine Fähre über den Snake. Etwa zur gleichen Zeit kam Ira Burton Perrine nach Idaho, erwarb eine Rinderherde und war auf der Suche nach einem Winterquartier. Auf Anraten von Walgamott begab er sich etwa sechs Kilometer flussabwärts von den Shoshone Falls zu den Blue Lakes, wo sich der Canyon auf eine Breite von über einem Kilometer öffnet. Perrine ließ sich schließlich hier nieder und betrieb in den folgenden Jahrzehnten auf 1000 Acre erfolgreich eine Obstplantage.
Mit dem Erfolg der Blue Lakes Ranch baute Perrine die Zufahrten in den Canyon aus und nahm 1902 die zweite Fähre über den Snake in Betrieb. Er setzte sich zudem für die Bewässerung der angrenzenden Gebiete des Snake River Plain ein, was mit Unterstützung des Bankiers Stanley B. Milner aus Salt Lake City ab 1903 zum Bau des Milner Dam und mehrerer Bewässerungskanäle führte. Die 1905 in Betrieb genommene Staustufe wurde etwa 40 Kilometer flussaufwärts von den Shoshone Falls errichtet und die tructs leiteten das Wasser nördlich und südlich des Flusses nach Westen auf die Snake River Plain. In der Folgezeit entwickelten sich südlich und nördlich der Obstplantage die Städte Twin Falls (1904) und Jerome (1908), die nur über die zwei Fähren verbunden waren. Nachdem die Finanzierung einer Brücke über den Canyon gescheitert war, baute Perrine bis 1911 eine Brücke auf seiner Blue Lakes Ranch und ersetzte damit seine Fähre. Die erste den Canyon überspannende Brücke wurde erst 1919 mit der Hansen Bridge verwirklicht, etwa 10 Kilometer flussaufwärts von den Shoshone Falls.

### Twin Falls–Jerome Bridge 1927

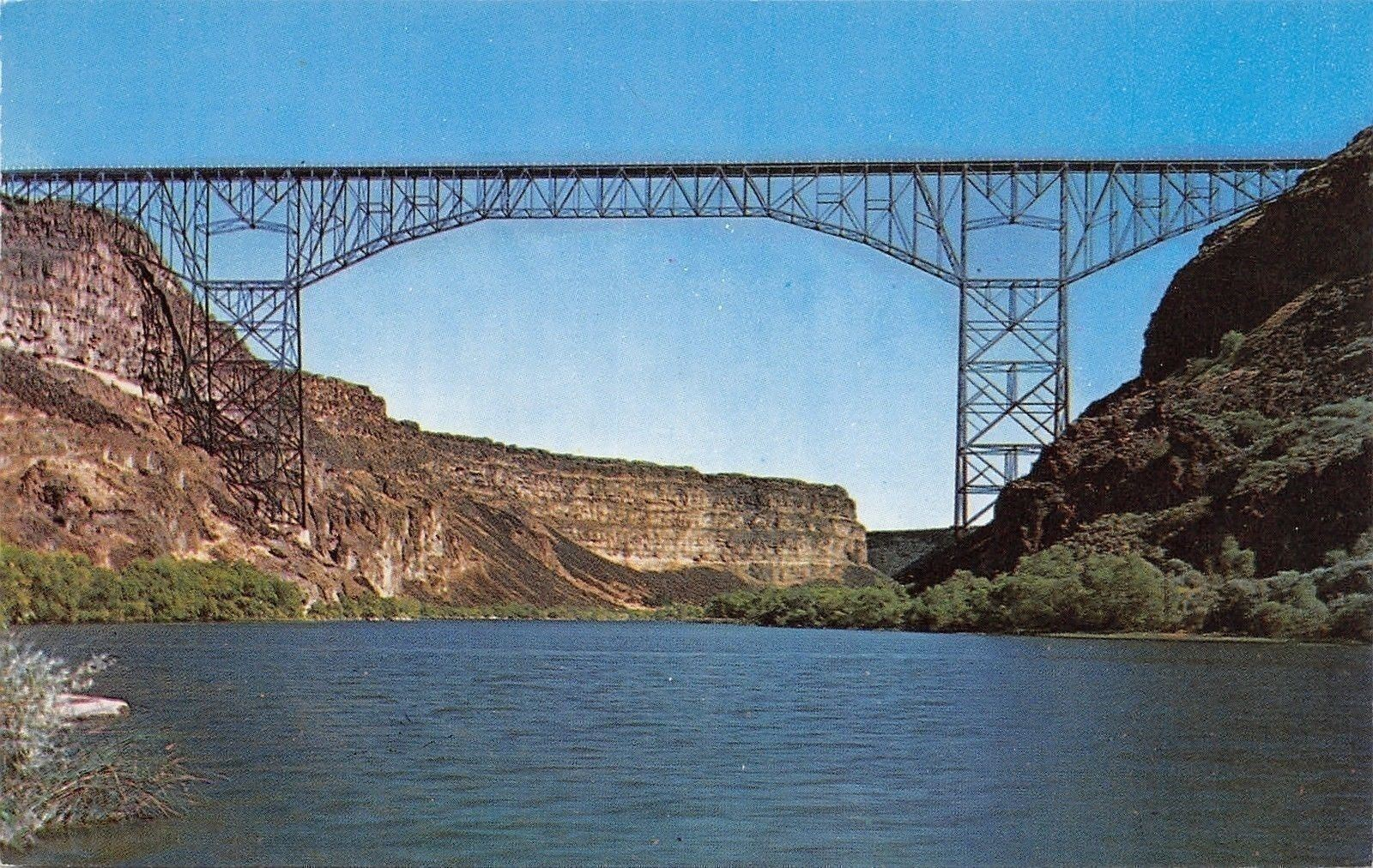
Gerberträger-Fachwerkbrücke von 1927 mit einer mittleren Spannweite von 223 m (Einhängeträger 76 m)

Der Konstrukteur der Hansen Bridge, Ray M. Murray, suchte schon Anfang 1919 nach einem Standort für eine weitere Brücke über den Canyon und fand eine geeignete Stelle nördlich der Stadt Twin Falls, in Höhe der Blue Lakes Ranch, wo vor der Verbreiterung des Canyons nur etwa 400 Meter zu überbrücken waren. Obwohl das Twin Falls County ursprünglich eine weitere Brücke an den Shoshone Falls favorisierte, unterstützte es schließlich das Vorhaben, das aber in den folgenden Jahren an der Finanzierung scheiterte. Erst gemeinsame Anstrengungen der Handelskammern des Jerome und Twin Falls County brachten 1925 das Projekt voran und Murray und die Union Bridge Company of Portland bekamen im Dezember den Zuschlag mit dem Design einer Gerberträger-Fachwerkbrücke. Die 411,5 Meter lange Stahlkonstruktion führte zwei Fahrstreifen in 145 Metern über den Snake und wog einschließlich der beiden als Stahlgittermasten ausgeführten Brückenpfeiler 2600 Tonnen. Errichtet wurde die Brücke von November 1926 bis September 1927, die Baukosten beliefen sich auf 662.000 US-Dollar. Mit ihrer Fertigstellung war sie die höchste Brücke in den USA und die dritthöchste der Welt. Nur die Pont de la Caille in Frankreich aus dem Jahre 1839 (147 m) und die Pont Sidi M’Cid in Algerien von 1912 (175 m) waren höher; aber schon zwei Jahre später wurde mit der Royal Gorge Bridge in Colorado (291 m) die bis heute höchste Brücke in den USA errichtet.
Bis zum Kauf der privat finanzierten Twin Falls–Jerome Bridge durch den Bundesstaat Idaho 1940 war die Brücke mautpflichtig. Mit der Integrierung in das Fernstraßensystem der U.S. Highways wurde die Brücke zu Ehren von Ira Burton Perrine (1861–1943) in Perrine Memorial Bridge umbenannt und Bestandteil des U.S. Highway 93, der von der kanadischen Grenze von Nord nach Süd bis nach Arizona verläuft. Sie diente als wichtige Verbindung über den Snake River Canyon bis zum Ende der 1960er-Jahre, als bedingt durch den schlechten Zustand der Konstruktion das zulässige Höchstgewicht für Fahrzeuge 1969 auf 20 Tonnen beschränkt werden musste. Die 1966 erneuerte Hansen Bridge konnte den Schwerlastverkehr vorerst aufnehmen, aber das damalige Idaho Department of Highways begann, auch vor dem Hintergrund des Anschlusses des US 93 an die fünf Kilometer nördlich fertiggestellte I-84, mit den Planungen für den Neubau einer vierspurigen Straßenbrücke.

### I.B. Perrine Bridge 1976

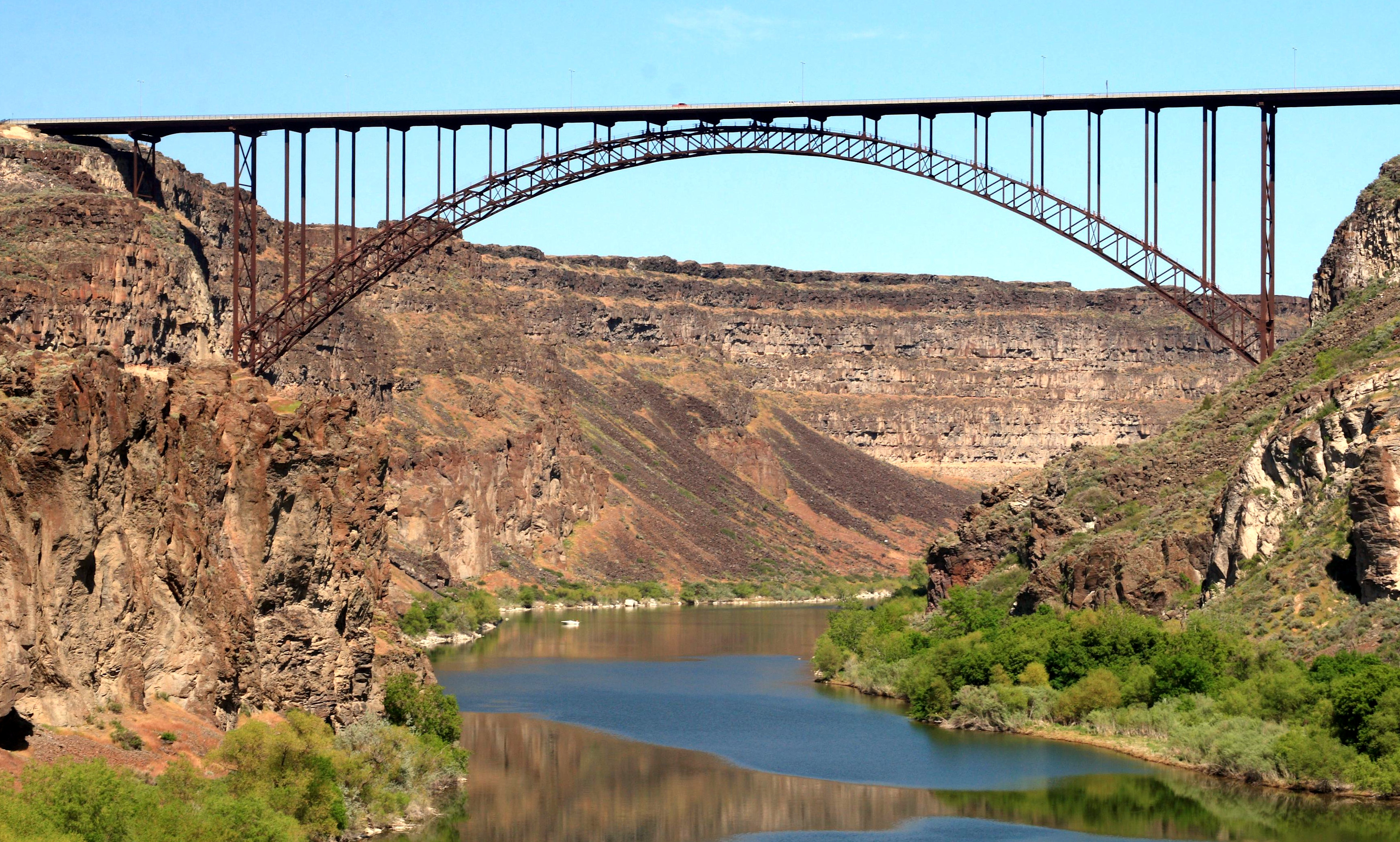
Fachwerk-Bogenbrücke von 1976 mit einer Spannweite von 303 m

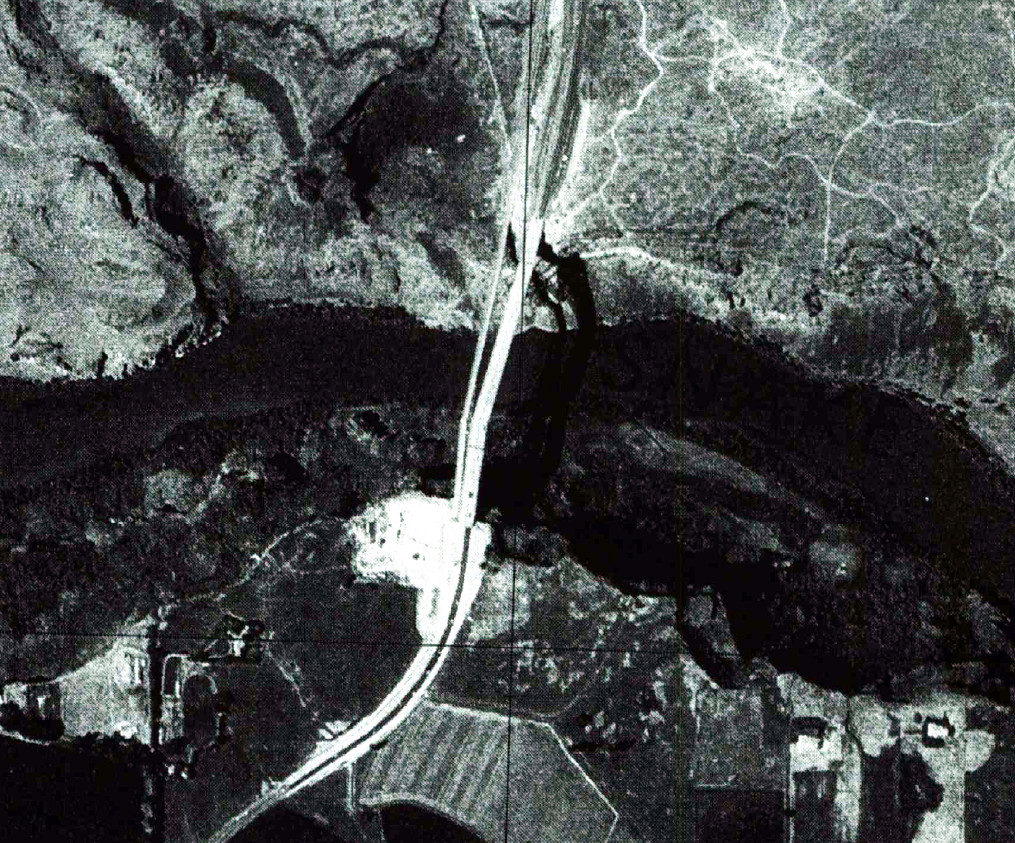
Luftaufnahme der alten (links) und neuen Brücke (rechts), August 1976

Das Ingenieurbüro HNTB (Howard, Needles, Tammen and Bergendoff) entwarf ab 1969 eine Fachwerk-Bogenbrücke, die ab April 1973 von der Allied Structural Steel Co. flussaufwärts parallel zur vorhandenen Brücke errichtet wurde. Für die Führung des zur neuen Brücke vierspurig ausgebauten U.S. Highway 93 erhöhten sich die Straßenebene um drei Meter und die Länge der Brücke um fast zehn Meter. Der Bau der bis zu 20 Meter in die Canyonwände hineinragenden Widerlager des Bogens und die teilweise großflächige Abstützung der Wände oberhalb der Fundamente dauerte zwei Jahre. Danach konnte mit der Montage des etwa 4000 Tonnen schweren Fachwerkbogens im abgespannten Freivorbau begonnen werden, die im Oktober 1975 abgeschlossen war. Dazu diente eine über 600 Meter lange Materialseilbahn über den Canyon, realisiert durch 60 Meter hohe abgespannte Masten. Durch Veränderung der Abspannung war – ähnlich einem Derrickkran – eine beliebige Positionierung über dem Canyon möglich, wodurch sie später auch zum Rückbau der alten Brücke genutzt werden konnte. Die neue Konstruktion besteht aus COR-TEN-Stahl, dessen durch Bewitterung entstehende Rostschicht eine besonders dichte Sperrschicht ausbildet und die Stahlelemente vor weiterer Korrosion schützt sowie der Brücke ihr rostbraunes Erscheinungsbild gibt. Nach der Fertigstellung des Fahrbahnträgers konnte die neue Brücke am 31. Juli 1976 im Beisein von Perrins Witwe feierlich eingeweiht und anschließend mit dem Rückbau der alten Brücke begonnen werden. Die Angaben zu den Baukosten variieren zwischen 8,5 und 10,5 Mio. US-Dollar. Obwohl in der Bevölkerung immer als Perrine Bridge bekannt, erhielt die neue Brücke erst im Jahr 2000 offiziell den Namen I.B. Perrine Bridge.
Betreiber der Brücke ist das 1974 gegründete Idaho Transportation Department (ITD), das alle zwei Jahre eine umfassende Inspektion der Brücke durchführt. Da der Fachwerkbogen und das Ständerwerk des Fahrbahnträgers immer aufwändig von Industriekletterern untersucht werden müssen, kommen dazu seit 2019 auch Drohnen zum Einsatz. Das durchschnittliche Verkehrsaufkommen lag 2016 bei rund 32.000 Fahrzeugen täglich.

### BASE-Jumping-Spot seit Ende der 1980er-Jahre

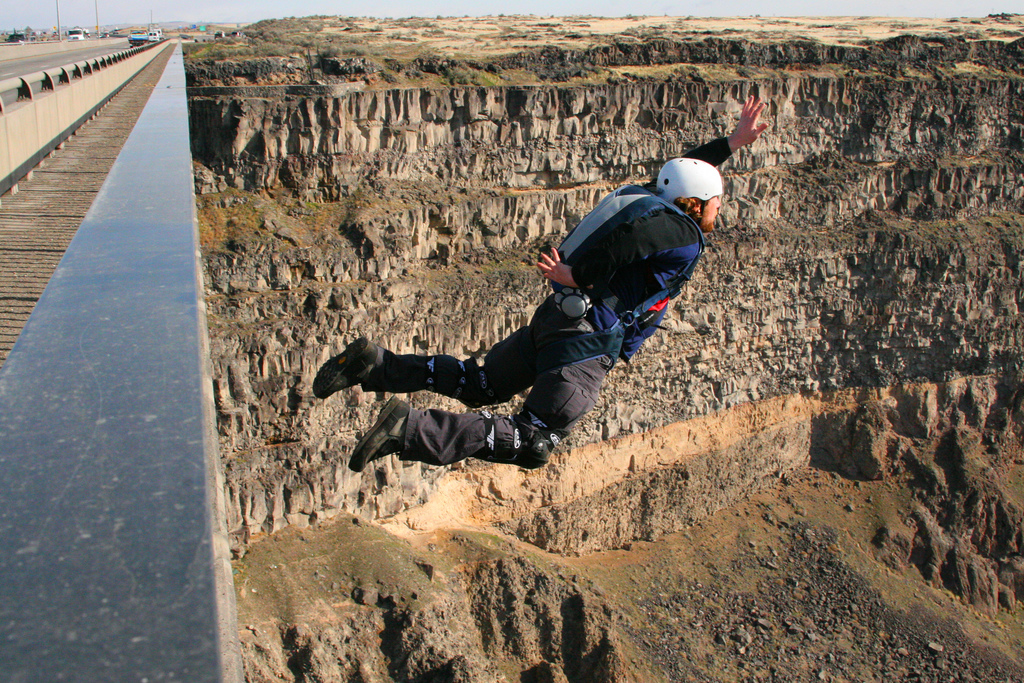
Ein BASE-Jumper beim Absprung von der Perrine Bridge, 2008

Ende der 1980er Jahre nutzten erstmals Militärangehörige der 300 Kilometer entfernten Hill Air Force Base die Brücke zum Bungeespringen und Base-Jumping. Die Behörden standen den Aktivitäten erst skeptisch gegenüber, da eine Beeinträchtigung des Verkehrsflusses durch Zuschauer sowie deren Gefährdung befürchtet wurde und es gab Anfang der 1990er-Jahre auch vereinzelt Festnahmen von Extremsportlern wegen Erregung öffentlichen Ärgernisses. Da das Zentrum der Brücke aufgrund der fehlenden Pfeiler und der hier vorherrschenden geringen Konstruktionshöhe ideale Absprungbedingungen bietet sowie flussaufwärts ein flaches Areal am Südufer des Snake einfache Landungen ermöglicht, erfreute sich der Spot zunehmender Beliebtheit bei Base-Jumpern. Auch aus wirtschaftlichen Interessen gab es nie behördliche Auflagen der angrenzenden Counties und die Perrine Bridge ist bis heute der einzige Ort in den USA, von dem ganzjährig Objektsprünge ohne Genehmigung erlaubt sind.
Seit den 2000er-Jahren wurden einige spektakuläre Rekorde aufgestellt, die auch Aufnahme im Guinness-World-Records-Buch fanden. So schaffte 2006 ein Springer 201 Absprünge in 24 Stunden mit Hilfe eines Kranes, der den Extremsportler wieder auf die Brücke hob. Ohne Hilfe schafften zwei Springer bisher mehr als 60 Absprünge in 24 Stunden, wobei sie nach jeder Landung den Canyon wieder hinaufstiegen. Da auch Tandemsprünge angeboten werden, war es der US-amerikanischen Komikerin Dorothy Custer (1911–2015) im Jahr 2013 möglich, zwei Tage nach ihrem 102. Geburtstag einen Base-Jump zu machen und sie wurde dadurch zum ältesten Menschen der Welt, der je einen Objektsprung absolvierte. Bisher verloren mehr als 10 Extremsportler ihr Leben bei Objektsprüngen von der Brücke. Die Perrine Bridge ist aber nach wie vor einer der beliebten Base-Jumping-Spots in der Welt. Jährlich finden etwa 5.000 Absprünge statt.

## Beschreibung

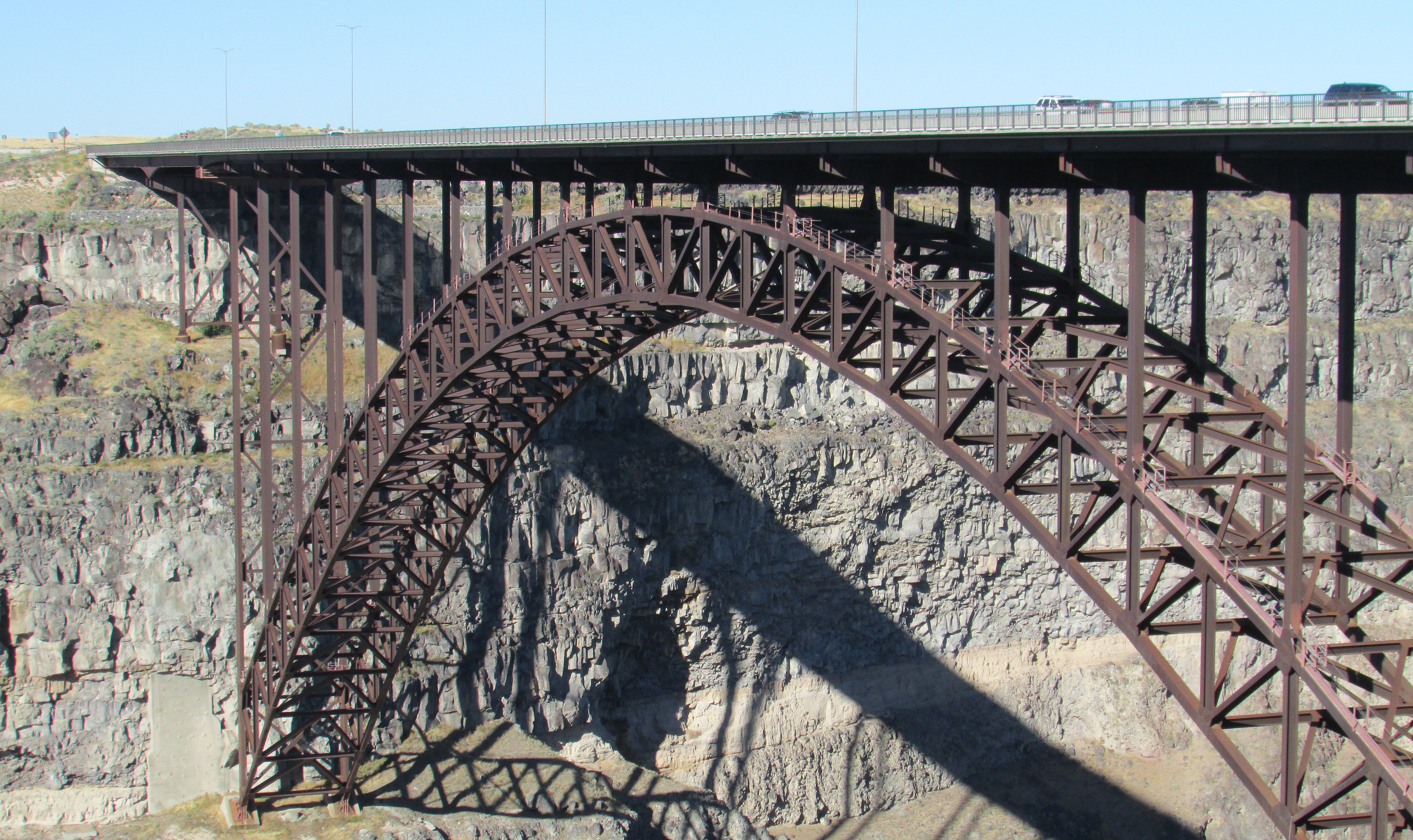
Blick nach Nordost, links unten die großflächige Stabilisierung der nördlichen Canyonwand

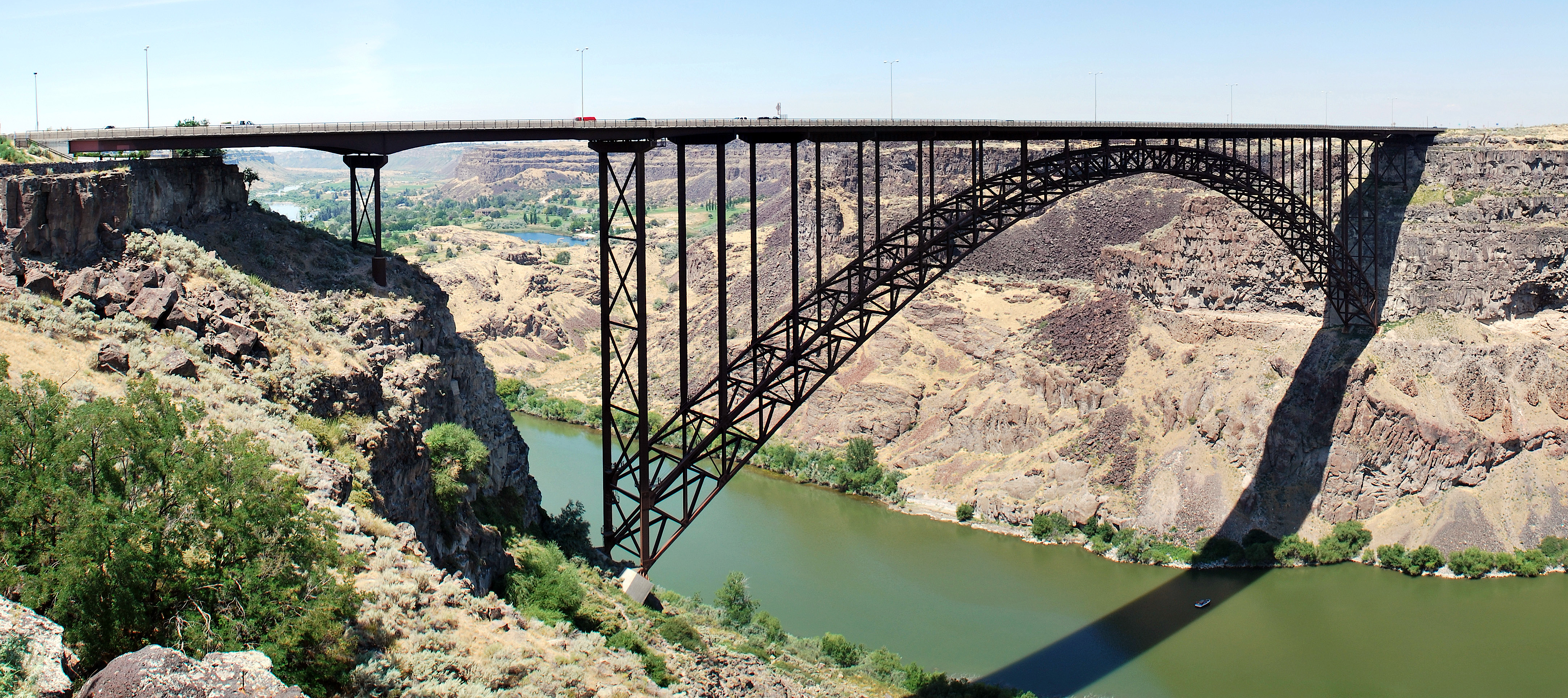
Blick nach Nordwest, im Hintergrund die Öffnung des Canyons mit dem Areal der Blue Lakes Ranch

Die Konstruktion aus wetterfestem Baustahl überspannt den Snake River Canyon in Nord-Süd-Ausrichtung und besteht aus einem Fachwerkbogen mit einer Spannweite von 303 m und einem 457 m langen Fahrbahnträger aus Vollwandträgern, der durch ein Ständerwerk auf dem Bogen und zwei zusätzliche äußere Pfeiler am Hang des Canyons getragen wird.

### Fachwerkbogen
Der etwa 4000 t schwere Dreigelenk-Fachwerkbogen besteht aus zwei parallelen Bogenrippen, die als Ständerfachwerke ausgeführt sind. Diese sind durch Stäbe und Abkreuzungen miteinander verbunden und ausgesteift. Die Bogenrippen gliedern sich in 38 Fachwerkfelder mit horizontalen Längen von etwa 8 m (ergibt sich aus der Spannweite von 303 m). Die Pfeilhöhe des Untergurtes (Höhe zwischen Kämpferlinie und Bogenscheitel) beträgt 64 m. Das den Fahrbahnträger tragende Ständerwerk besteht aus 2 × 20 Pfosten, die in horizontalen Abständen von 16 m an jedem zweiten Feld einen Fachwerkknoten am Bogen bilden. Auf den Obergurten der Bogenrippen ist ein Wartungsgang mit Geländer installiert, der von den Widerlagern des Bogens über Leitern erreichbar ist. Neben den regelmäßigen Inspektionen musste dieser auch schon zur Rettung von verunglückten Extremsportlern genutzt werden, die sich mit ihrem Fallschirmen in der Stahlkonstruktion verfingen. Der Fachwerkbogen ruht auf vier bis zu 20 m tiefen Stahlbeton-Fundamenten in der Canyonwand, die aus bis zu 30 t Bewehrungsstahl und 535 m³ Beton bestehen.

### Fahrbahnträger
Der Fahrbahnträger gliedert sich in den 303 m langen zentralen Abschnitt über dem Bogen und die zwei angrenzenden Zufahrten von 65 m Länge auf der Nordseite und 88 m auf der Südseite, die sich durch die Stahlpfeiler am Canyonhang in jeweils gleich große Brückenfelder aufteilen. Die Breite des Trägers beträgt 24 m, wovon 20 m auf die vier Fahrstreifen und je 2 m auf die äußeren Gehwege entfallen. Die zwei Fahrstreifen pro Richtung sowie die Gehwege sind durch Betonschutzwände voneinander getrennt und der Fahrbahnträger wird beidseitig durch ein Geländer abgeschlossen. Die Fahrbahnebene befindet sich 148 m über dem normalen Wasserstand des Snake River.